# 久保田美文
久保田 美文（くぼた よしふみ、1920年4月14日 - 2005年1月24日）は、日本の経営者。ダイセル化学工業(現在のダイセル)社長、会長を務めた。和歌山県出身。

## 経歴
1943年に東京商科大学を卒業。大蔵省理財局での勤務を経て、1951年に大日本セルロイドに入社。1967年1月に取締役に就任し、1971年1月に常務、1974年11月に専務を経て、1977年6月に副社長に就任し、1979年9月には社長に昇格。1988年6月に会長に就任し、1993年6月に取締役相談役を経て、1995年6月には相談役に就任。
1981年11月に藍綬褒章を受章し、1992年11月に勲二等瑞宝章を受章。
2005年1月24日くも膜下出血のために死去。84歳没。